# فوجرة
الفِوَجْرَة أو الكبد الدسم (بالفرنسية: foie gras، فْوَا غْرَا)، أو كبد الأوز أو كبد البط طعام المطبخ الفرنسي. يشتهر دردنية بصناع الكبد الدسم. تسمين الأوز عرف أولا في مصر القديمة. الفِوَجْرَة (؛ French تعني الكبد الدسم) وهو منتج غذائي خاص مصنوع من كبد البط أو الإوزة. طبقًا للقانون الفرنسي،  فأن هذا الطبق يعرّف على أنه كبد بطة أو أوزة مُسمنة بالتطعيم (التغذية القسرية). أمّا في إسبانيا  ودول أخرى، يتم التطعيم أحيانًا باستخدام العلف الطبيعي. يتم إطعام البط مرتين يوميًا لمدة 12.5 يومًا والإوز ثلاث مرات يوميًا لمدة 17 يومًا تقريبًا. وعادة ما يتم ذبح البط بعد بلوغه 100 يوم ويذبح الإوز عند بلوغه 112 يوما.
طبق الفِوَجْرَة هو طبق شهير ومعروف في المطبخ الفرنسي. توصف نكهته بأنها غنية وسلسة..يمكن تقديم الفِوَجْرَة كطبق كامل أو جانبي لعنصر غذائي آخر (مثل شرائح اللحم). ينص القانون الفرنسي على أن «طبق الفِوَجْرَة ينتمي إلى التراث الثقافي والطعام الفرنسي المحمي».
يعود تاريخ الاطعام القصري للبط إلى 2500 قبل الميلاد، عندما بدأ المصريون القدماء في الاحتفاظ بالطيور للطعام وتعمدوا تسمين الطيور عن طريق التغذية القسرية. على الرغم من وجود منتجين وأسواق في جميع أنحاء العالم في الدول الأوروبية الأخرى والولايات المتحدة والصين، تعد فرنسا في عصرنا هذا أكبر منتج ومستهلك للفِوَجْرَة.
يعتبر إنتاج كبد الأوز الذي يعتمد على تسمين البط أمرًا مثيرًا للجدل، ويرجع ذلك أساسًا إلى مخاوف الرفق بالحيوان بشأن التغذية القسرية، والإسكان المكثف والتربية، وتوسيع الكبد إلى 10 أضعاف حجمه المعتاد. يوجد في عدد من البلدان والولايات القضائية قوانين ضد التغذية القسرية، وكذلك إنتاج أو استيراد أو بيع طبق الفِوَجْرَة. وبالرغم من كونه قانونيًا في بعض الاحيان، فإن عددًا من تجار التجزئة يرفضون تخزينه.

## تاريخه

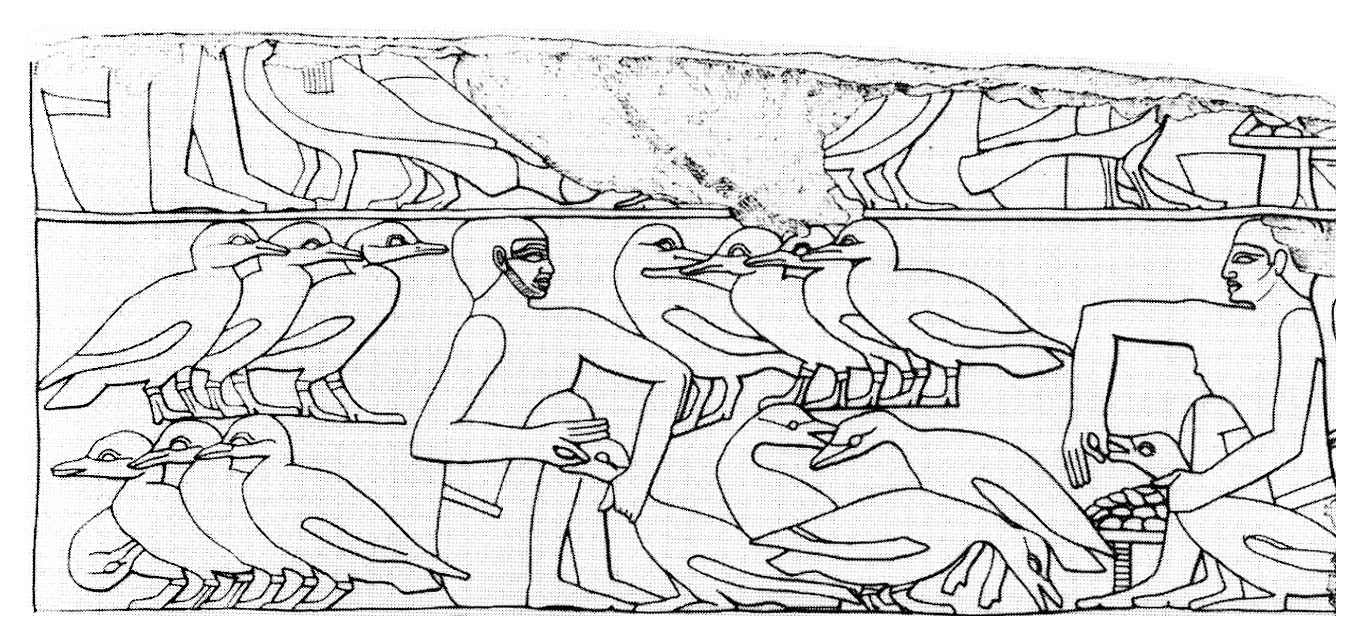
تصوير نقش قاعدي للإوز المفرط

في وقت مبكر من 2500 قبل الميلاد، علم المصريون القدماء أنه يمكن تسمين العديد من الطيور من خلال الإفراط في التغذية، وبدأوا هذه الممارسة. ولا نعلم حتى اليوم إذا كان كبد الطيور يعتبر عند المصريين من الاطعمه الشهيه. في مقبرة سقارة، في قبر مريروكا، وهو مسؤول ملكي مهم، هناك مشهد بارز حيث يمسك العمال بالإوز حول أعناقهم من أجل دفع الطعام إلى حناجرهم وعلى الجانب توجد طاولات مكدسة بمزيد من الطعام وماده سائله لترطيب العلف قبل إعطائه للأوز.
انتشرت ممارسة تسمين الأوز من مصر إلى البحر الأبيض المتوسط. تعود أقدم إشارة إلى الأوز المسمن إلى القرن الخامس قبل الميلاد للشاعر اليوناني Cratinus ، الذي كتب عن تسمين الأوز، ومع ذلك حافظت مصر على سمعتها كمصدر للإوز المسمن. عندما زار الملك الأسبرطي أجسيلوس مصر عام 361 قبل الميلاد، لاحظ أن المزارعين المصريين يسمنون الإوز والعجول.

### أوروبا في العصر ما بعد الكلاسيكي
بعد سقوط الإمبراطورية الرومانية، لم يعد كبد الأوز (الفِوَجْرَة) متواجدا في المطبخ الأوروبي. يدعي البعض أن مزارعي الغال (فرنسا) حافظوا على طبق الفِوَجْرَة حتى أعادت بقية أوروبا اكتشافه بعد قرون، لكن أي طعام يعتمد على اللحوم في العصور الوسطى عند الفلاح الفرنسي كان غالبا الخنازير والأغنام. يدعي آخرون الحفاظ على الفِوَجْرَة كان من قبل اليهود، فقد تعلموا طريقة تكبير كبد الأوز أثناء الاستعمار الروماني ليهودا  أو قبل ذلك من المصريين. نقل اليهود مهم هذا الطبق عندما هاجروا إلى أقصى الشمال والغرب إلى أوروبا.

## الإنتاج والمبيعات
| دولة                       | الإنتاج (بالطن، 2005) | ٪ من الإجمالي (2005) | الإنتاج (بالطن، 2014) | ٪ من الإجمالي (2014) |
| -------------------------- | --------------------- | -------------------- | --------------------- | -------------------- |
| فرنسا                      | 18,450                | 78.5٪                | 19608                 | 74.3٪                |
| هنغاريا                    | 1,920                 | 8.2٪                 | 2,590                 | 10.2٪                |
| بلغاريا                    | 1500                  | 6.4٪                 | 2600                  | 10.2٪                |
| الولايات المتحدة الأمريكية | 340 (2003)            | 1.4٪                 | 250                   | 0.9٪                 |
| كندا                       | 200 (2005)            | 0.9٪                 | 200                   | 0.8٪                 |
| الصين                      | 150                   | 0.6٪                 | 500                   | 0.6٪                 |
| آخرون                      | 940                   | 4.0٪                 | 648                   | 1.9٪                 |
| المجموع                    | 23500                 | 100٪                 | 26396                 | 100٪                 |

في القرن الحادي والعشرين، تعد فرنسا إلى حد بعيد أكبر منتج ومستهلك لكبد فوا، على الرغم من إنتاجها واستهلاكها في العديد من البلدان الأخرى في جميع أنحاء العالم، لا سيما في بعض الدول الأوروبية الأخرى والولايات المتحدة والصين. يعمل ما يقرب من 30 ألف شخص في صناعة الفِوَجْرَة الفرنسية، يعيش 90٪ منهم في بيريغورد (دوردوني) وأكيتاين في الجنوب الغربي والألزاس في الشرق.
هنغاريا هي ثاني أكبر منتج في العالم لكبد الفِوَجْرَة (libamáj) وأكبر مصدر. فرنسا هي السوق الرئيسي لكبد الفِوَجْرَة الهنغاريي والذي يصدّر بشكل خام غالباً. يعتمد ما يقرب من 30000 من مزارعي الأوز الهنغاريين على صناعة الفِوَجْرَة. تقوم شركات الأغذية الفرنسية بإضافة التوابل ومعالجة وطهي الفِوَجْرَة بحيث يمكن بيعها كمنتج فرنسي في أسواقها المحلية وأسواق التصدير.

### 2005
في عام 2005، أنتجت فرنسا حوالي 18450 طنًا من كبد الأوز (78.5٪ من إجمالي الإنتاج العالمي المقدر بـ 23500 طن)، منها 96٪ كبد البط و 4٪ كبد الأوز. بلغ إجمالي الاستهلاك الفرنسي من كبد الأوز في هذا العام 19000 طن. في عام 2005، صدرت المجر، ثاني أكبر منتج لكبد الفِوَجْرَة في العالم، 1920 طنًا  وأنتجت بلغاريا 1500 طن من كبد الأوز.
أصبح الطلب على كبد الأوز في الشرق الأقصى شائعا لدرجة أن الصين أصبحت منتجًا كبيرًا. بالإضافة إلى مدغشقر التي تنتجه حاليا بكميات اقل ولكن بسرعه وجودة عالية.

### 2011
في عام 2011 في بلغاريا (التي بدأت الإنتاج في عام 1960)، تمت تربية 5 ملايين بطة في 800 مزرعة، مما جعل بلغاريا ثاني أكبر منتج في أوروبا.

### 2012
في عام 2012، أنتجت فرنسا ما يقرب من 19000 طن من كبد الأوز، وهو ما يمثل 75٪ من الإنتاج العالمي في ذلك العام. وقد تطلب ذلك الإطعام القسري لحوالي 38 مليون بطة وإوز. يقدر الإنتاج العالمي في عام 2015 بحوالي 27000 طن.

### 2014-2015
في عام 2014، أنتج الاتحاد الأوروبي ما يقرب من 25000 طن من كبد الأوز - 23000 طن من كبد البط و 2000 طن من كبد الإوز. في نفس العام، كانت فرنسا تنتج 72٪ من إنتاج كبد الأوز، منها 97٪ من البط.
في عام 2014، أنتجت فرنسا 19608 طنًا من كبد الأوز (74.3 ٪ من إجمالي الإنتاج العالمي المقدر).

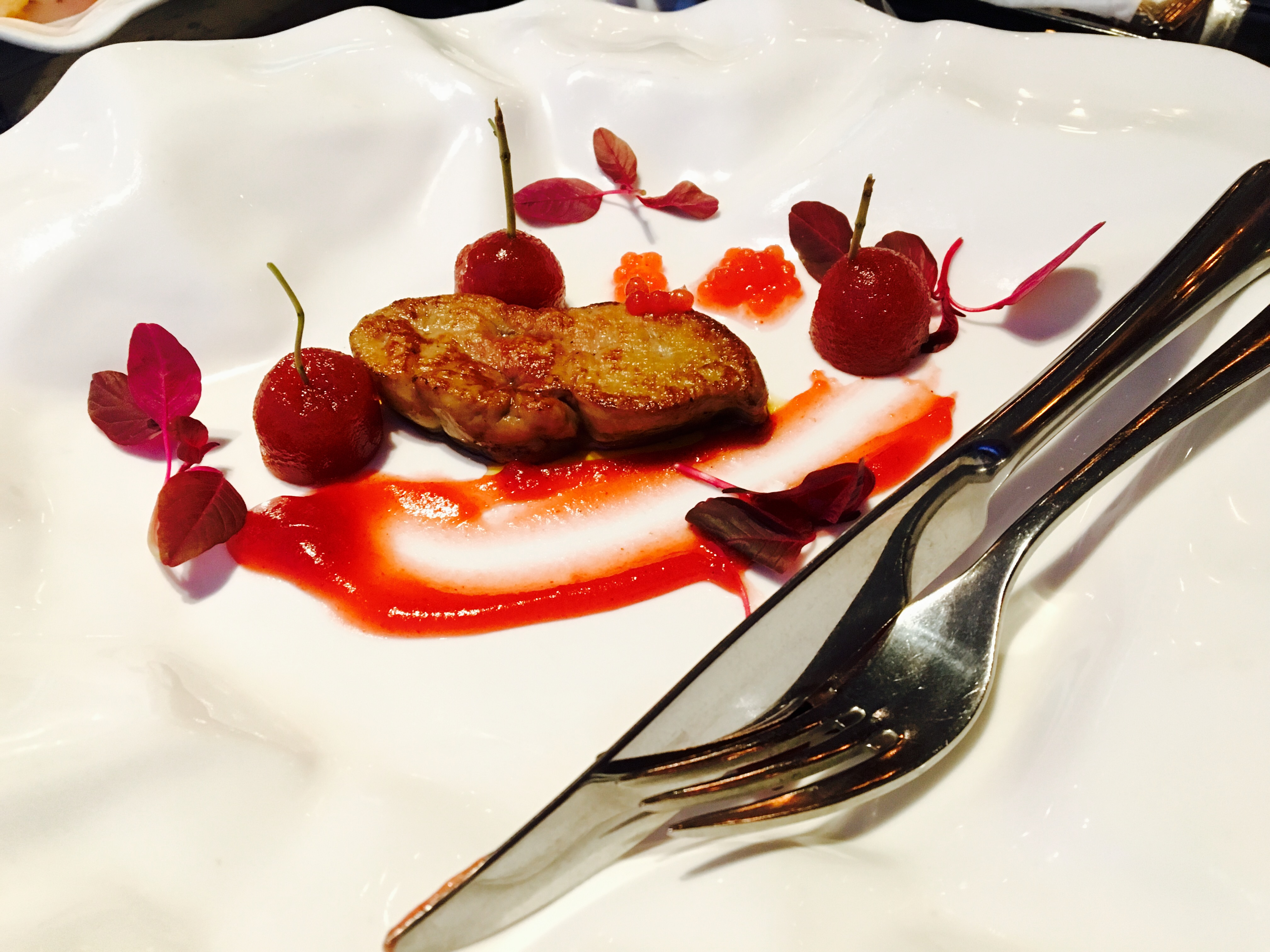
فطائر الفِوَجْرَة تقدم مع هريس الزعرور في مطعم في بكين

في عام 2015 في فرنسا، أفيد أنه قد تتضاءل مبيعات الفِوَجْرَة، ووجد استطلاع رأي الرأي أن 47 ٪ من السكان الفرنسيين يؤيدون فرض حظر على التغذية القسرية.

### 2015-2016
في عام 2016، أفيد أن فرنسا تنتج ما يقدر بنحو 75٪ من الفِوَجْرَة في العالم وأن جنوب غرب فرنسا ينتج ما يقرب من 70٪ من هذا الإجمالي. في عام 2016، يمكن بيعها بالتجزئة مقابل ما يزيد عن 65 دولارًا للرطل.
في أواخر عام 2015، كان هناك العديد من حالات تفشي إنفلونزا الطيور H5N1 شديدة العدوى في فرنسا، والتي تصاعدت خلال عام 2016. أدى ذلك إلى قيام الجزائر والصين ومصر واليابان والمغرب وكوريا الجنوبية وتايلاند وتونس بحظر صادرات الدواجن الفرنسية، بما في ذلك فطائر الفِوَجْرَة، وبالنسبة لفرنسا، فقد بدءت بروتوكولات أمنية بيولوجية متزايدة تكلف ما يقدر بنحو 220 مليون يورو. كان أحد هذه الإجراءات وقف الإنتاج في جنوب غرب فرنسا اعتبارًا من أوائل أبريل 2016 لفترة متوقعة مدتها ثلاثة أشهر للحد من انتشار الفيروس.

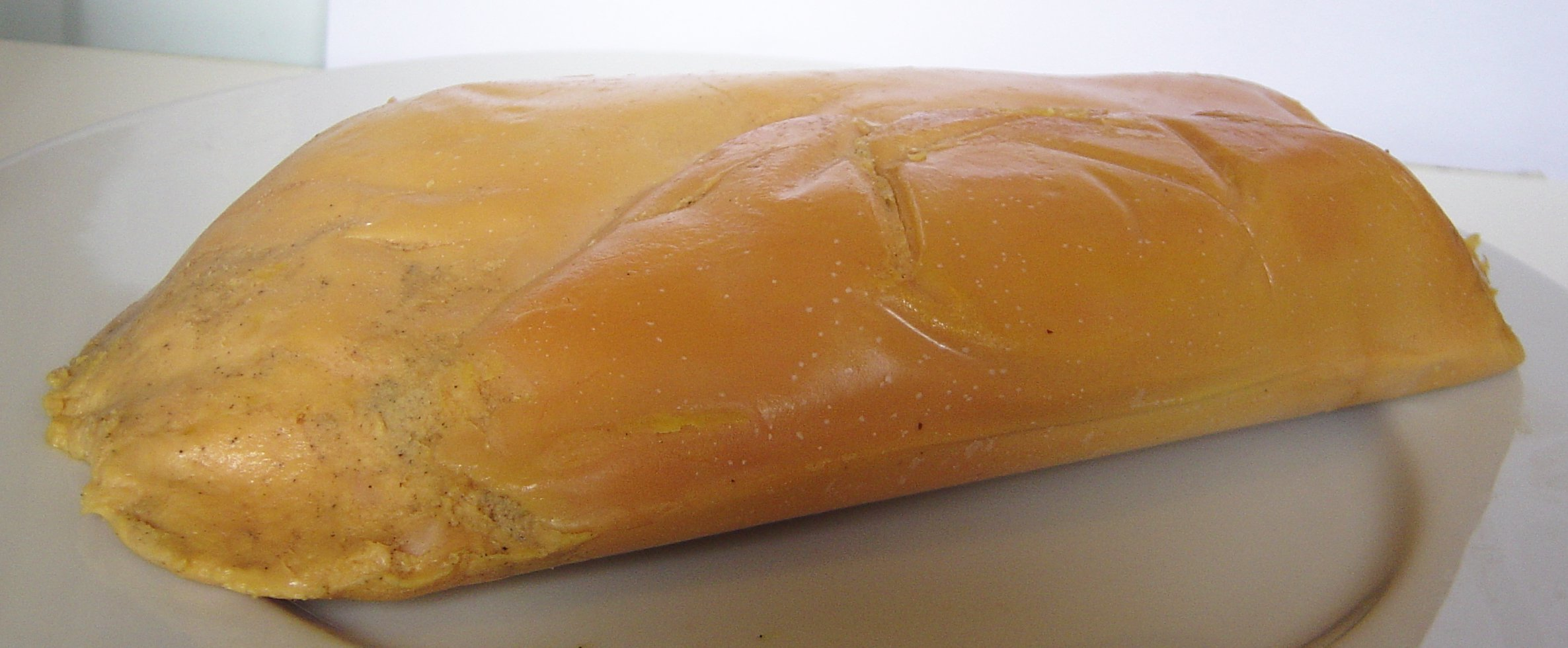
فطائر الفِوَجْرَة كاملة (جاهزة للطبخ في منطقة ترين)

في فرنسا، تقدم أطباق الفِوَجْرَة باشكال محتلفة محددة قانونيًا، مرتبة حسب قيمتها المالية:
- كبد اوز أو بط كامل مصنوع من كبد واحد أو أثنين، مطبوخ، أو نصف مطبوخ أو نيء;
- الفِوَجْرَة مصنوع من تجميع اجزاء كبد;
- جزء من كبد البط أو الإوز.

بالإضافة إلى ذلك، هناك pâté de foie gras ، mousse de foie gras (يجب أن تحتوي إما على 50٪ أو أكثر من الفِوَجْرَة)، parfait de foie gras (يجب أن يحتوي على 75٪ كبد فوا أو أكثر)، ووصفات أخرى (لا يوجد التزام قانوني).
تباع الاطباق المطبوخة بالكامل عمومًا إما في عبوات زجاجية أو علب معدنية لحفظها على المدى الطويل. عادة ما تكون كبد الأوز الطازج الكامل غير متوفر في فرنسا خارج فترة عيد الميلاد، باستثناء ألأسواق في مناطق الإنتاج. يُباع كبد الأوز الكامل المجمد أحيانًا في محلات السوبر ماركت الفرنسية.
يتوفر الفِوَجْرَة الكامل بسهولة من تجار الطعام التجزئة في كندا والولايات المتحدة والمجر والأرجنتين والمناطق التي بها سوق كبير للمنتج. في الولايات المتحدة، يتم تصنيف كبد الأوز النيء على أنه درجة A أو B أو C. وعادة ما تكون الدرجة A هي الأعلى في الدهون وهي مناسبة بشكل خاص للتحضير في درجات حرارة منخفضة، لأن الأوردة قليلة نسبيًا وسيكون القوام الناتج أكثر جاذبية من الناحية الجمالية لأنه يظهر القليل من الدم. يتم قبول الدرجة B لتحضير درجة حرارة أعلى، لأن النسبة العالية من البروتين تمنح الكبد بنية أكبر بعد تحميصه. يُخصص كبد الدرجة C عمومًا لصنع الصلصات بالإضافة إلى التحضيرات الأخرى حيث لا تؤدي النسبة العالية من الأوردة المليئة بالدم إلى إضعاف مظهر الطبق.[بحاجة لمصدر]

### الأساس الفسيولوجي

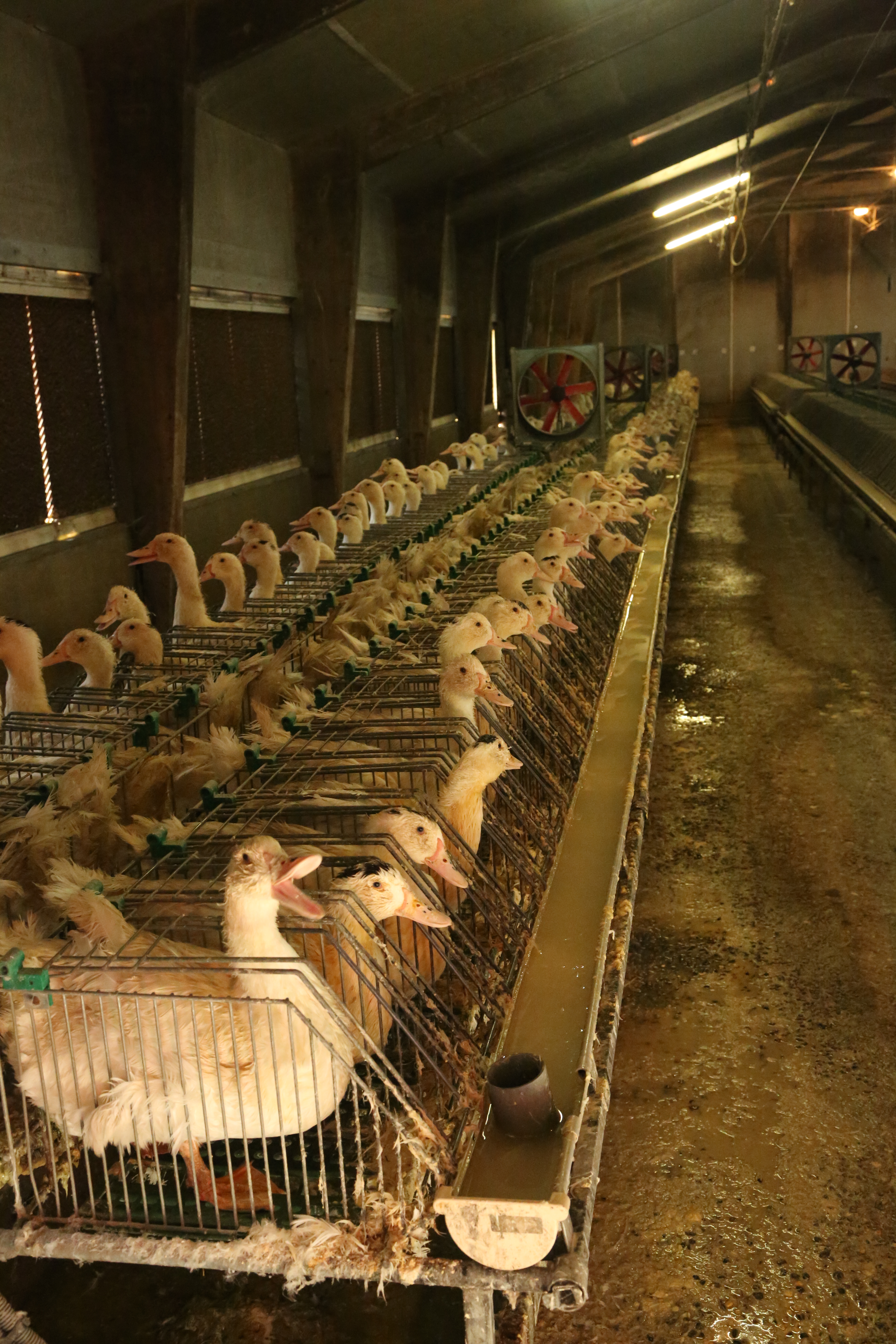
تستخدم الأقفاص الفردية في بعض المزارع التي تنتج كبد الأوز.

أساس إنتاج كبد الأوز هو قدرة بعض الطيور المائية على توسيع المريء وزيادة الوزن، وخاصة في الكبد استعدادًا للهجرة. قد يستهلك الأوز البري 300 غراما من البروتين و 800 أخرى غرام من الحشائش يوميا.

#### مرحلة ما قبل التغذية
تتكون مرحلة التغذية قبل القوة من ثلاث مراحل.
- تدوم المرحلة الأولى («البدء») من يوم إلى 28 يومًا من العمر (0-4 أسابيع). خلال هذه المرحلة، يتم إيواء الطيور الصغيرة في مجموعات داخلية كبيرة لى القش (على سبيل المثال 2100 [41]).
- تدوم المرحلة الثانية («النمو») من 28 إلى 63 يومًا من العمر (4-9 أسابيع). يتم نقل الطيور إلى الخارج لتتغذى على الحشائش. يتم إعطاء الطيور علفًا إضافيًا، لكن الوصول إلى هذا يشترط مرور الوقت. تهدف هذه المرحلة إلى الاستفادة من قدرة المريء الطبيعية على التوسع في بعض الطيور البرية.[42]
- المرحلة الثالثة («ما قبل التسمين») تستمر من 63 إلى 90 يومًا من العمر (9-13 أسبوعًا). يتم إحضار الطيور إلى الداخل لفترات أطول تدريجيًا مع إدخال نظام غذائي عالي. ويعتبر مرحله انتقاليه في التغذية حيث يتم توزيع الطعام عن طريق الوجبات، أولاً بكمية ووقت محدودين ثم زيادة كبيرة بعد ذلك.

#### مرحلة التغذية
مرحلة الإنتاج التالية، والتي يسميها الفرنسيون gavage أو finition d'engraissement ، أو «إتمام عملية التسمين»، ينطوي على تناول كميات مضبوطة من العلف يوميًا لمدة 12 إلى 15 يومًا مع البط ولمدة 15 إلى 18 يومًا مع الأوز. خلال هذه المرحلة، يتم تغذية البط عادة مرتين يوميًا بينما يتم إطعام الأوز ثلاث مرات يوميًا. لتسهيل التعامل مع البط أثناء التزقيم، عادة ما يتم إيواء هذه الطيور طوال هذه المرحلة في أقفاص فردية أو مجموعات صغيرة.
يتضمن إنتاج كبد الأوز النموذجي إطعام الطيور غذاءً أكثر مما قد تأكله في البرية، وأكثر بكثير مما تأكله محليًا.

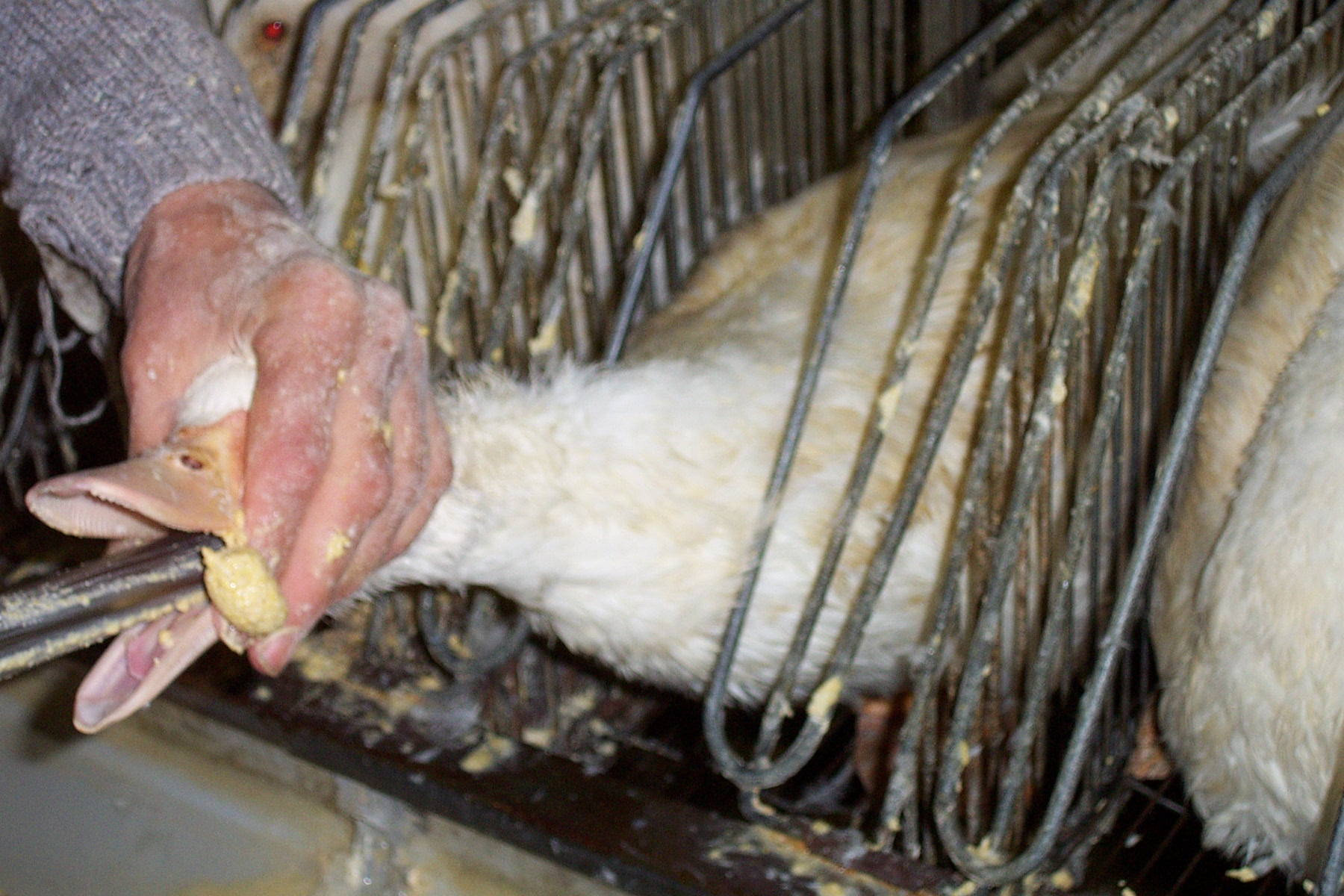
التغذية القسرية

في الإنتاج الحديث، يتم تغذية الطائر عادةً بكمية من العلف خاضعة للرقابة، اعتمادًا على مرحلة عملية التسمين، ووزن الطائر، وكمية العلف التي تناولها الطائر آخر مرة. في بداية الإنتاج، يمكن إطعام الطائر بوزن جاف يبلغ 250 غرام (9 أونصة) من الطعام يوميًا وما يصل إلى 1,000 غرام (35 أونصة) (بالوزن الجاف) بنهاية العملية. الكمية الفعلية للطعام الذي يتم تغذيته بالقوة أكبر بكثير، لأن الطيور تتغذى على مهروس يتكون من حوالي 53٪ جاف و 47٪ سائل (بالوزن). هذا يعادل حوالي 1900 جرام يوميًا من الكتلة الإجمالية.
تدار التغذية باستخدام قمع مزود بأنبوب طويل (20-30 سم)، مما يدفع التغذية إلى مريء الطائر. في حالة استخدام المثقاب، تستغرق التغذية حوالي 45 إلى 60 ثانية، ومع ذلك، عادةً ما تستخدم الأنظمة الحديثة أنبوبًا يتم تغذيته بواسطة مضخة تعمل بالهواء المضغوط مع وقت تشغيل من 2 إلى 3 ثوانٍ لكل بطة. أثناء الرضاعة، تُبذل الجهود لتجنب إتلاف مريء الطائر، والذي قد يتسبب في الإصابة أو الوفاة، على الرغم من أن الباحثين وجدوا أدلة على التهاب جدران البروفنتريكولس بعد الجلسة الأولى للتغذية القسرية. كما توجد مؤشرات على التهاب المريء في مراحل لاحقة من التسمين. أظهرت العديد من الدراسات أيضًا أن معدلات الوفيات يمكن أن ترتفع بشكل ملحوظ خلال فترة التزقيم.
يكون العلف عادة عباره عن الذرة المسلوقة بالدهن (سهل البلع)، والذي من شأنه ان ترسب كميات كبيرة من الدهون في الكبد، وهو السبب أيضا في القوام النهائي (القوام الكريمي) الذي يسعى إليه بعض خبراء التذوق.
عادة ما يتم ذبح البط الذي يتم تربيته للحصول على كبد الأوز في عمر 100 يوم والإوز في 112 يومًا. في هذا الوقت، يبلغ حجم كبد الطائر من 6 إلى 10 أضعاف حجمه العادي.

### الإنتاج البديل
يمكن إنتاج الكبد المسمن بطرق بديلة بدون تزقيم، وغالبًا ما يشار إلى هذا إما باسم «كبد الأوز الدهني» أو كبد الأوز (خارج فرنسا)، على الرغم من أنه لا يتوافق مع التعريف القانوني الفرنسي. تتضمن هذه الطريقة توقيت الذبح ليتزامن مع الهجرة الشتوية، عندما يتم يسمن الكبد بشكل طبيعي دون تدخل الإنسان.
يذكر ان شركة الاغذيه SIAL 2006 حائزت على جائزة Coup de Coeur في Salon International d'Alimentation ، حيث تنتج الفِوَجْرَة دون إطعام قسري. وقد تم إنتاجه بشكل تجاري مؤخرًا فقط، وهو يشكل جزء صغير جدًا من المطروح السوق. 
لا يقوم المنتجون خارج فرنسا بإجبار الطيور على الطعام لانتاج الفِوَجْرَة، وبدلاً من ذلك يسمحو للبط بتناول الطعام بحرية، ويطلق عليهم اسم ad libitum . تطور الاهتمام بطرق التسمين البديلة مؤخرًا بسبب المخاوف الأخلاقية في إنتاج الفِوَجْرَة بالتزقيم. ويطلق على هذه الطبق بدلاً من ذلك اسم كبد الأوز الدهني، أو كبد الأوز الأخلاقي، أو كبد الأوز الإنساني. توفر سلسلة متاجر السوبر ماركت البريطانية ويتروز أيضًا شكل من الفِوَجْرَة الأخلاقية التي تسميها (وتم تسجيلها كعلامة تجارية) شبيه الفِوَجْرَة.
يستخدم مصطلح الفِوَجْرَة الأخلاقي أو كبد الفِوَجْرَة الإنساني أيضًا لإنتاج كبد الأوز القائم على التزقيم ولكن يهتم أكثر برفاهية الحيوان (باستخدام خراطيم مطاطية بدلاً من أنابيب فولاذية للتغذية). أعرب آخرون عن شكوكهم في هذه الادعاءات بالمعاملة الإنسانية،  حيث أن المحاولات السابقة لإنتاج أكباد مُسمنة بدون تزقيم لم تسفر عن نتائج مرضية.
تم إطلاق نسخة أكثر إنسانية من كبد الأوز في منطقة إكستريمادورا الإسبانية، حيث يتم خداع الطائر للاستعداد للهجرة بدلاً من الإطعام القسري.

## طرق التحضير

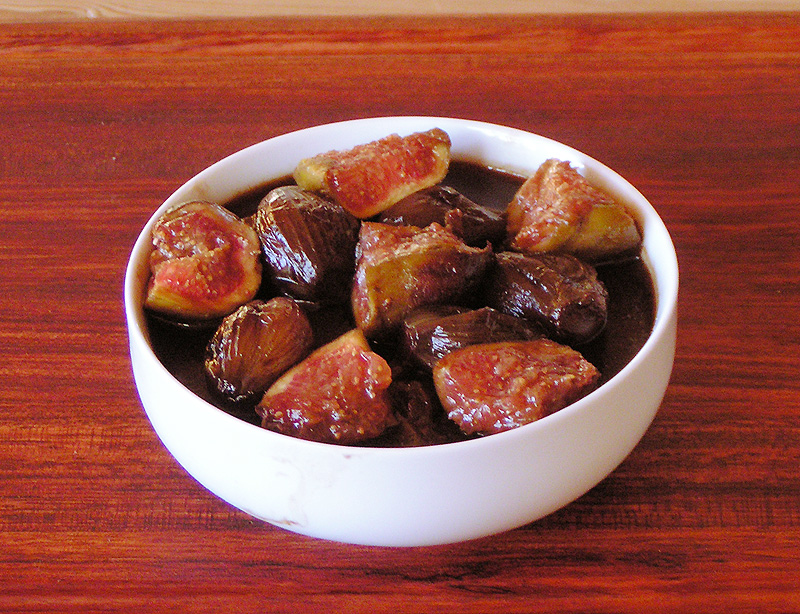
فطائر الفِوَجْرَة مع البصل والتين

بشكل عام، يتم تحضير طبق الفِوَجْرَة الفرنسي على حرارة منخفضة، حيث تذوب دهون كبد الأوز التقليدي بشكل أسرع من كبد الأوز المنتج في معظم أنحاء العالم الأخرى. أما عن طرق التحضير الأمريكية وغيرها في العالم الحديث، فهي تستخدم عادةً كبد البط في وصفات مختلفة ومتنوعة، في اغلب الاحيان ساخنة.
أما في المجر، يُقلى كبد الأوز في دهن الأوز، ثم يُسكب فوق كبد الأوز ويُترك ليبرد؛ يؤكل أيضًا دافئًا، بعد قليه أو تحميصه، بعض الطهاة يقومون بتدخين الفِوَجْرَة على نار خشب الكرز.
في أجزاء أخرى من العالم يتم تقديم الفِوَجْرَة في أطباق مثل السوشي، أو أشكال مختلفة من المعكرونة أو جنبًا إلى جنب مع رز ستيك أو فوق شريحة لحم كزينة.

### تحضيره بارداً
تؤدي طرق الطهي التقليدية منخفضة الحرارة إلى إنتاج تيرين ، وفطائر، وبارفيت، ورغوة، وموس من كبد الأوز، غالبًا بنكهة الكمأة أو الفطر أو البراندي مثل كونياك أو أرماجناك . يتم تبريد هذه الأشكال المطبوخة ببطء من الفِوَجْرَة وتقديمها في درجة حرارة الغرفة أو أقل منها.
يتم أيضًا علاج كبد الأوز النيء بالملح (" cru au sel ")، ويُقدم مبردًا قليلاً.

### فطيرة ستراسبورغ
تُعرف المعجنات التي تحتوي على كبد الأوز الدهني ومكونات أخرى باسم «فطيرة ستراسبورغ» نظرًا لأن مدينة ستراسبورغ الفرنسية كانت منتجًا رئيسيًا للفِوَجْرَة.

### الإستهلاك
يعتبر الفِوَجْرَة طبق فاخر للذواقة. في فرنسا، يتم استهلاكه بشكل أساسي في المناسبات الخاصة، مثل عشاء réveillon في عيد الميلاد أو رأس السنة الجديدة، ولكن زيادة توافر الفِوَجْرَة مؤخرًا جعل هذا الطبق أكثر شعبيه. يؤكل الفِوَجْرَة في بعض مناطق فرنسا على مدار السنة.
يعتبر كبد البط أرخص قليلاً  ، ومنذ تغيير طرق الإنتاج في الخمسينيات من القرن الماضي، أصبح النوع هو الأكثر شيوعًا، لا سيما في الولايات المتحدة. غالبًا ما يشار إلى طعم كبد البط ذو رائحة عطره مع مرارة خفية. أما كبد الأوز فهو أكثر سلاسة وأغنى نكهة.

## الرفق بالحيوان

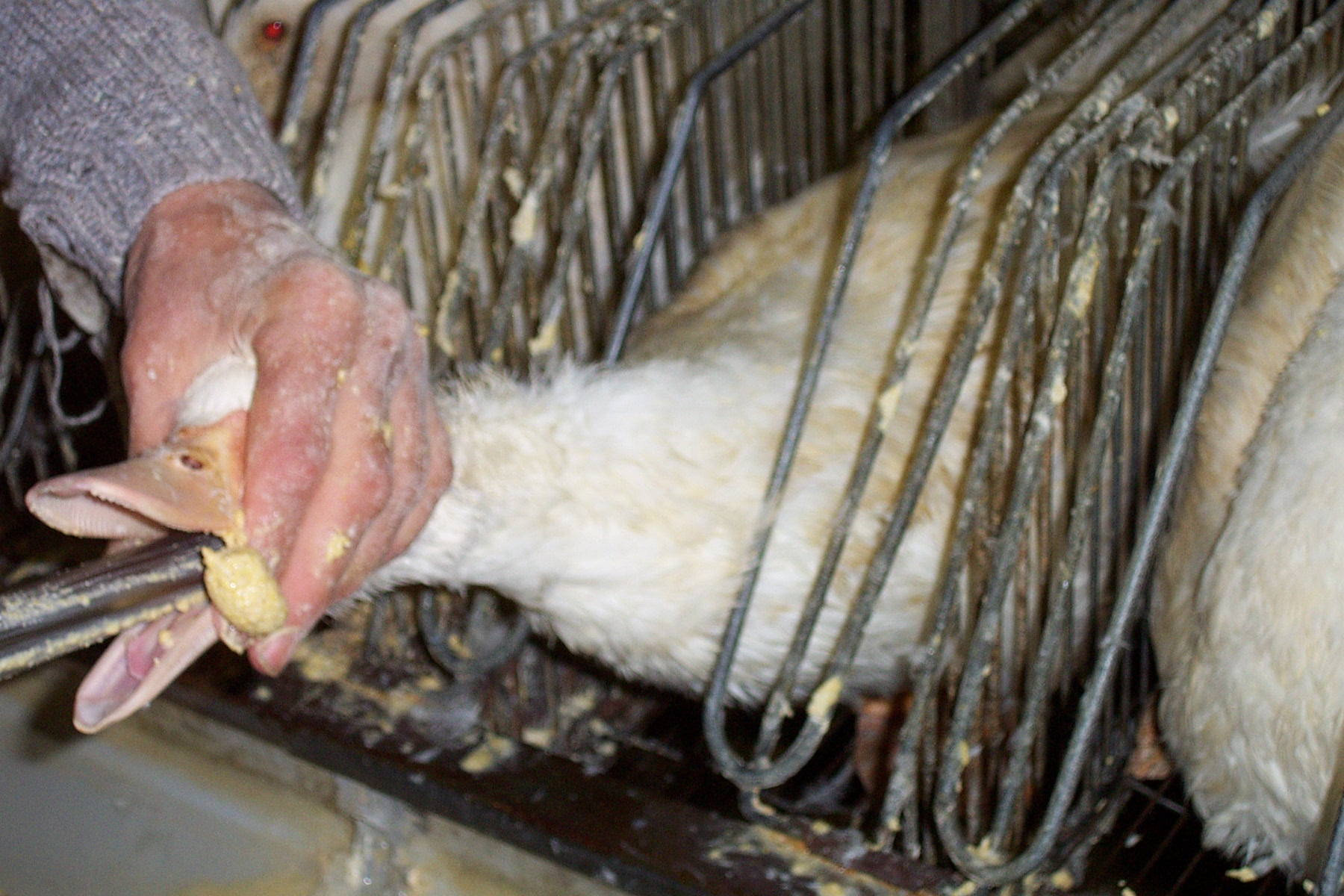
التغذية القسرية

يعتبر إنتاج كبد الأوز الذي يعتمد على التزقيم أمرًا مثيرًا للجدل بسبب عواقب إجراءات التغذية القسرية على الحيوانات، والإسكان المكثف والتربية، وتضخم الكبد واحتمال أن يكون ضارًا بصحة الإنسان. تجد بعض الدول أن الفِوَجْرَة «مرفوضة أخلاقياً».   أشار تقرير لجنة الاتحاد الأوروبي إلى أنه حتى عام 1998، لم يكن هناك سوى عدد قليل من الدراسات العلمية حول صحة الطيور المستخدمة في إنتاج الفِوَجْرَة. ومع ذلك، وجدت اللجنة أدلة كافية لاستنتاج أن «الإطعام القسري، كما هو معمول به حاليًا، يضر بصحة الطيور». يواجه الإنتاج بشكل متكرر اتهامات بالتعذيب والقسوة.

## الجدل
تم تحديد الطبيعة المثيرة للجدل لإنتاج كبد الأوز في ورقة وضعت جنبًا إلى جنب وجهات نظر «إنتاج كبد الأوز باعتباره تأليه لإنتاج اللحوم القاتلة، وأولئك الذين يعتبرونه إنتاجًا مشتركًا بين البشر والحيوانات».
دعاة حقوق الحيوان والرفاهية مثل PETA ،  Viva! ،  وجمعية الرفق بالحيوان في الولايات المتحدة  تؤكد أن طرق إنتاج كبد الأوز، والتغذية القسرية على وجه الخصوص، تشكل معاملة قاسية وغير إنسانية للحيوانات.
وجد استطلاع للرأي أجرته شركة Ipsos MORI أن 63٪ من سكان المملكة المتحدة يرغبون في رؤية حظر كامل على بيع الفِوَجْرَة.
في أبريل - مايو 2013، قام محقق من Mercy for Animals بتسجيل فيديو سري في مزرعة Hudson Valley Foie Gras في ولاية نيويورك. وأظهر الفيديو عمالاً يدفعون الأنابيب بقوة في حلق البط. قال أحد العمال عن عملية الإطعام القسري: «في بعض الأحيان لا تقاوم البطة وتموت. كانت هناك أوقات قتل فيها 20 بطة»، بدأت Mercy for Animals حملة تحث Amazon على التوقف عن بيع كبد الأوز، وهي خطوة تم تنفيذها بالفعل بواسطة كبرى المحلات الخاصة بالمواد الغذائيه مثل Costco وSafeway وTarget.
في نوفمبر 2013، نشرت صحيفة ديلي ميرور تقريرًا يستند إلى مقطع فيديو حصلوا عليه يصور القسوة تجاه البط في مزرعة مملوكة للشركة الفرنسية إرنست سولارد، وهي مورد لمطاعم الشيف الشهير جوردون رامزي. ويذكر انه تم تعليق الشراء من المورد بعد العرض.

### بحوث الحيوانات
يمكن أن تؤدي عملية الإطعام القسري إلى إصابة الحيوانات بالمرض من خلال إجهاد الكبد. إذا استمر الإجهاد لفترة طويلة، فقد يتراكم البروتين الزائد ويتجمع معًا على شكل أميلويد، وقد وجد أن استهلاكه يحفز الداء النشواني في فئران التجارب. تم الافتراض أن هذا قد يكون طريقًا للانتقال لدى البشر أيضًا ، وبالتالي يكون خطرًا على الأشخاص الذين يعانون من شكاوى التهابية مثل التهاب المفاصل الروماتويدي.

### التشريع والحظر
يوجد في عدد من البلدان والمناطق قوانين ضد الإطعام القسري أو بيع أو استيراد كبد الأوز ، وحتى عندما يكون ذلك قانونيًا ، توقف بعض تجار التجزئة عن بيعه.
في عام 2017، تم حظر إنتاج الفِوَجْرَة في بروكسل، وهو إجراء رمزي إلى حد كبير بسبب قلة عدد المنتجين داخل حدود المدينة. بلجيكا هي واحدة من عدد من البلدان التي لا تزال تنتج كبد الأوز بشكل قانوني.